# Die Reise mit Charley: Auf der Suche nach Amerika

Steinbecks Reiseroute im Herbst 1960

Die Reise mit Charley: Auf der Suche nach Amerika (im englischen Original Travels with Charley: In Search of America) ist ein 1962 erschienener Reisebericht des amerikanischen Schriftstellers John Steinbeck, in dem er von einer dreimonatigen Rundreise durch die Vereinigten Staaten erzählt, die er von New York aus im Herbst 1960 in einem eigens dazu angefertigten Pick-up-Camper allein mit seinem französischen Pudel Charley begann. Wie der Untertitel Auf der Suche nach Amerika andeutet, geht es darin nicht um eine touristische Reise zu den Sehenswürdigkeiten des Landes, sondern v. a. um eine Begegnung mit den Menschen einzelner Regionen und um eine Reflexion des Autors über sein Verhältnis zu Amerika.

## Inhalt
Nachdem Steinbeck im Herbst 1959, nach einem längeren Aufenthalt in England, wo er eine Neubearbeitung der Artussage schreiben wollte, zum zweiten Mal einen leichten Schlaganfall erlitten hatte (der jedoch schon etwas ernster war als der von 1954), verspürte er im Frühjahr 1960 ein zunehmend dringendes Bedürfnis, sein eigenes Land noch einmal neu zu erkunden: „Zu lange hatte ich die Sprache Amerikas nicht mehr gehört, sein Gras, seine Bäume, seine Abwassergräben nicht mehr gerochen, seine Hügel und Gewässer nicht mehr gesehen, seine Farben und die Eigenart seines Lichts“, schreibt er zu Beginn seines Buches. Zugleich wollte er in jenem Präsidentschaftswahljahr – es war das Jahr der Wahl zwischen Kennedy und Nixon – seiner Nation gewissermaßen den Puls fühlen. Natürlich stand dahinter auch der Wunsch, sich selbst zu beweisen, dass er zu einem solchen Unternehmen noch imstande war, sowohl als Mensch wie als Autor.

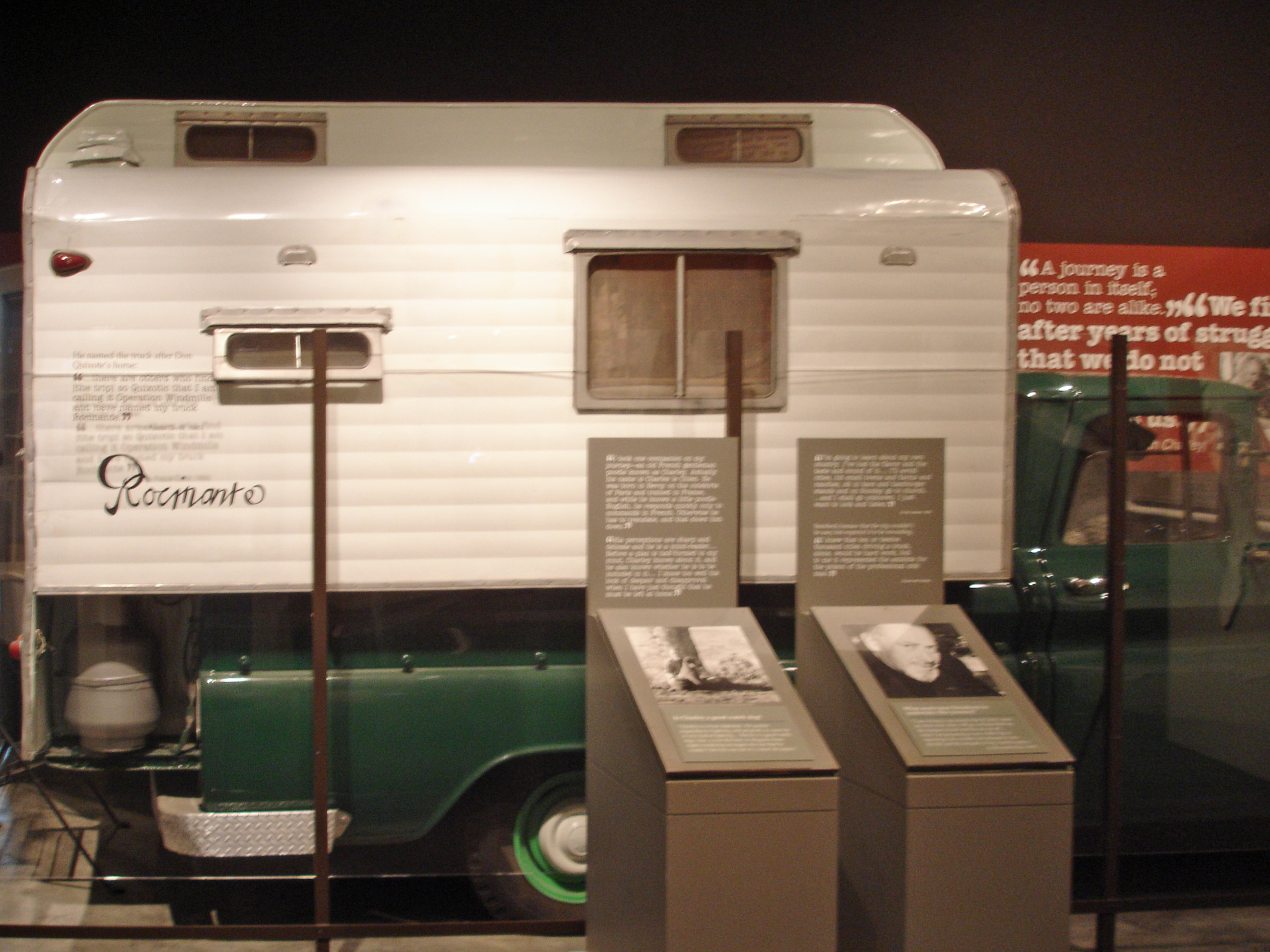
Steinbecks "Rosinante", ausgestellt im National Steinbeck Center, Salinas

So ließ er sich im Sommer 1960 einen robusten Pick-up-Truck mit einem Camper-Aufsatz zu einer Art Wohnmobil einrichten, das er mit feiner Selbstironie auf den Namen „Rosinante“ taufte (nach dem Pferd des ruhmvollen Ritters Don Quijote von La Mancha). Wochenlang rüstete er das Gefährt auf seinem Anwesen in Sag Harbor an der inneren Bucht von Long Island mit allem Nötigen aus, als ginge es um eine Expedition in die Wildnis. Sein einziger Begleiter sollte sein zehn Jahre alter französischer Pudel Charley sein.
Erster Teil:
Eigentlich wollte Steinbeck am Labour Day Anfang September aufbrechen, aber das verhinderte der Hurrikan Donna, der genau an diesem Tag über die Ostspitze von Long Island herfiel und "Rosinante" leicht beschädigte. Die Schilderung seines Kampfes gegen diesen Wirbelsturm, die Steinbeck dem Reisebericht vorangestellt hat, steht paradigmatisch für die ganze Reise, wie sein Biograph Jay Parini schreibt: Der Held ist gleichzeitig Don Quijote und Sancho Pansa, der furchtlose Ritter und der ironische Beobachter.
Sein Plan war, die Vereinigten Staaten einmal ganz zu umkreisen, gleichsam ihre Grenzen abzufahren, so als wollte er seine „Suche nach Amerika“ dadurch betreiben, dass er sich der äußeren Intaktheit seines Landes versicherte (wohl ahnend, dass es mit der inneren nicht so gut stand). Am 23. September 1960 fuhr er los: Anfangs gemächlich durch Neuengland bis an die Nordspitze von Maine, immer soweit irgend möglich unter Vermeidung der Schnellstraßen mit den Überlandtransporter-Kolonnen und der großen Städte, dann in größeren Tagesetappen an der kanadischen Grenze entlang nach Westen bis Chicago
Zweiter Teil:
Nach dem Treffen mit seiner Frau setzte er die Reise durch die Badlands in North Dakota und durch seine Lieblingslandschaft Montana an den Pazifik fort, und dann von Seattle die Küste nach Süden  bis in seine alte Heimat Salinas und Monterey. Dort war er jedoch so erschrocken über den Touristenrummel im Hafengebiet und die Veränderungen seit seiner Kindheit, dass er fast fluchtartig durch die Mojave-Wüste und Arizona bis nach Texas weiterfuhr.
Dritter Teil:
Auf der Ranch eines Bekannten kam er für ein paar Tage zur Ruhe, er traf seine Frau zum zweiten Mal während seiner Reise und sie feierten gemeinsam  Thanksgiving.
Vierter Teil:
Im letzten Abschnitt konzentriert sich Steinbeck auf ein ihn schockierendes Erlebnis in New Orleans und auf drei kontroverse Gespräche über die Rassenproblematik in den Südstaaten. Er wurde Zeuge einer rassistischen Demonstration weißer Frauen, den „Vorschreierinnen“ gegen den gemeinsamen Schulunterricht weißer und schwarzer Kinder, die ihn so tief erschütterte, dass er auf schnellstem Wege nach New York zurückfuhr. Insgesamt hatte er fast 10.000 Meilen zurückgelegt und war elf Wochen unterwegs gewesen.
Steinbeck wollte auf seiner Reise nicht als der berühmte Schriftsteller erkannt werden und trat überall als ein Fremder auf der Durchreise auf, um das Volk belauschen zu können: Oft lud er Menschen in seinen Truck zu einem Umtrunk ein, z. B. französisch-kanadische Wanderarbeiter (Canucken), die in der Nähe seines Rastplatzes campierten, und erfuhr, dass sie jedes Jahr von ihren kleinen Farmen in der Provinz Québec in Kanada aus mit ihren Familien zur Kartoffelernte nach Maine kamen, um ihr Einkommen aufzubessern. Nach dem behutsamen Aufbau eines Kontaktes gewährten viele Menschen ihm auch Einblick in ihr Leben. So lernte er auf einem Parkgelände mit fahrbaren Aluminium- und Holzhäusern Familien kennen, die flexibel ihren Arbeitsplätzen durchs ganze Land hinterherreisten. In Straßenrestaurants und hygienischen Plastik-Raststätten mit Verkaufsmaschinen und Getränke- und Suppenautomaten, den „Höhepunkten unserer Zivilisation“, unterhielt er sich mit anderen Gästen, mit der Bedienung und mit Fernfahrern. Gelegentlich erlebte er auch für ihn kuriose Auftritte oder begegnete Außenseitern, z. B. hörte er an einem Sonntagmorgen in einer Stadt in Vermont die „Feuer und Schwefel“-Predigt über die sündigen Menschen und das Höllenfeuer, das sie erwartet. Im Westen lernte er einen Wanderschauspieler kennen, der vor kleinem Publikum Shakespeare-Monologe in der Art von John Gielgud vortrug. Unterwegs auf der Reise durch das weite Land achtete er auf die Idiome, Akzente und Sprachrhythmen der Menschen und stellte fest, dass die Lokaldialekte im Schwinden waren. Ein Vergleich der Radiosendungen zeigte ihm den Verlust lokaler Färbungen, auch der Lieder und der Sprache. Die Standardisierung der Lebensformen, der Speisen in den Raststätten und ihres Mobiliars erreichte auch die Sprachformen.

## Stil

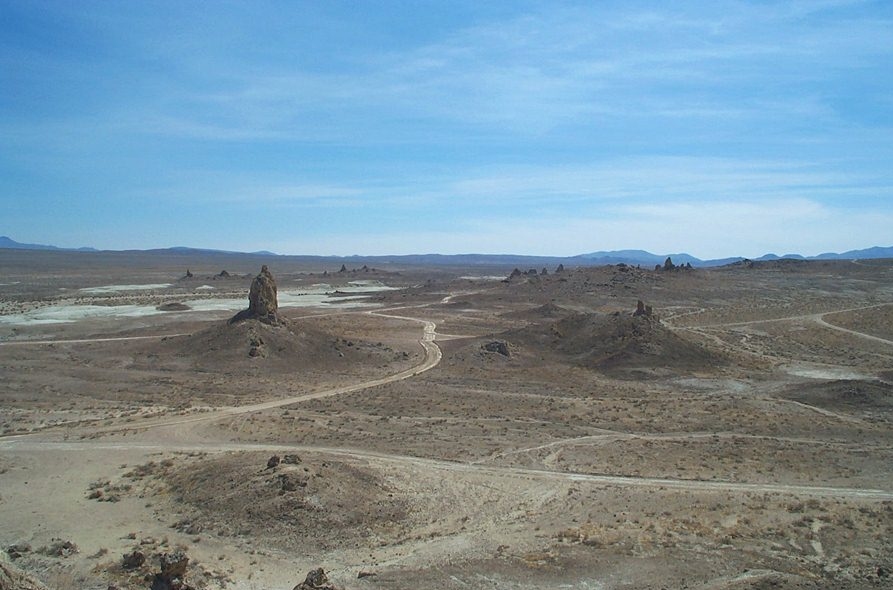
Die Mojave-Wüste in Südkalifornien

Stilistisch ist der Reisebericht eine Mischung aus locker aneinandergereihten Episoden, Begegnungen und Gesprächen mit verschiedenen Menschen, mal knapper, mal ausführlicher mit Dialogen, dabei oft so lebendig geschildert, dass sie regelrechte Kurzgeschichten ergeben, mit zwischendurch ebenso locker eingestreuten Reflexionen über Landschaft und Geschichte, Literatur und Politik. Erzählerische Höhepunkte sind z. B. die Begegnung mit franko-kanadischen Wanderarbeitern im Norden von Maine, die zur Kartoffelernte über die Grenze gekommen sind, oder die Geschichte vom vergeblichen Versuch, mit dem ungeimpften Hund eine Abkürzung durch Kanada zu fahren, oder der abgebrochene Besuch bei den Bären im Yellowstone-Nationalpark oder auch die Geschichte von Lonesome Harry im Luxushotel von Chicago. Der anfangs noch überwiegend heitere, wohlgemute oder (selbst)ironische Ton wird mit der Zeit immer skeptischer, kritischer und gegen Ende, nach der üblen Erfahrung in New Orleans, auch bitter. Eine zunehmende Enttäuschung, ja Verzweiflung ist als Subtext des Buches nicht zu überhören.
Was Steinbecks „Suche nach Amerika“ angeht, so ist sie ohne konkretes Ergebnis geblieben: Er hat zu keinem definitiven Urteil gefunden. Dabei habe er sich, schreibt sein Biograph Parini, in seinen unterwegs geschriebenen Briefen viel amerikakritischer als im ganzen Reisebericht geäußert. Er habe wohl „nicht als Weltuntergangsprophet auftreten wollen“, sondern „es vorgezogen, eine leicht patriotische Note anklingen zu lassen“ – womit er sich der Chance begeben habe, ein wirklich großes Buch über Amerika zu schreiben. Immerhin zeugt aber ein Satz wie dieser: „Wenn ich etwas zu kritisieren und zu beklagen fand, dann waren es Tendenzen, die sich genauso in mir selber finden“ für eine tiefe Einsicht, die jeder Kritiker sich zu Herzen nehmen sollte. Mit Amerika und seiner Seele hatte sich Steinbeck drei Jahrzehnte lang beschäftigt. Was er nach dieser Reise über sie dachte, kommt gut in einem Brief an seinen Lektor Pascal Covici zum Ausdruck, den er im Juli 1961 schrieb, mitten in der Arbeit an Travels with Charley: 
„Auf allen meinen Reisen habe ich wenig wirkliche Armut gesehen, ich meine die niederdrückende, schreckliche Armut der dreißiger Jahre. Die war wenigstens real und greifbar. Nein, was ich gesehen habe, war eine Krankheit, eine Art verzehrender Schwäche. Es gab Wünsche, aber keine Bedürftigkeit. Und unterschwellig die drängende Energie, wie Gase in einem Leichnam. Wenn das einmal explodiert – ich zittere bei dem Gedanken an das Ergebnis. Immer wieder ist mir durch den Kopf gegangen: Uns fehlt der Druck, der die Menschen stark macht, und das Leid, das sie groß macht. Was uns drückt, sind unsere Schulden, was wir uns wünschen, sind noch mehr materielle Spielsachen, und was uns quält, ist die Langeweile. Im Laufe der Zeit ist diese Nation ein missvergnügtes (discontented) Land geworden.“
Basis und Motor solcher Kritik ist jedoch – und damit hebt sich der Autor John Steinbeck weit über die allermeisten seiner schreibenden Zeitgenossen hinaus – ein feines Gespür und fundiertes Interesse für ökologische Zusammenhänge und ihre politischen Konsequenzen, lange vor dem Aufkommen einer „grünen“ Bewegung. Dies zeigt sich in Travels with Charley besonders deutlich in den Kapiteln über Landschaften und Naturphänomene wie die Sequoia-Wälder in Kalifornien oder die Mojave-Wüste, die man als essayistische Höhepunkte dieses Buches betrachten kann. So schreibt er z. B. über die Funktion der Wüste als möglicherweise rettendes Ufer und Ort der Wiedergeburt des Lebens nach einer von Menschenhand gemachten finalen Katastrophe:
„Die Wüste, eine unwirtliche Gegend, könnte sehr wohl das letzte Widerstandsnest des Lebens gegen das Nichtleben sein. Denn in den reichen und feuchten und wirtlichen Weltgegenden spekuliert das Leben mit ständig höherem Einsatz gegen sich selbst und hat sich in seiner Verwirrung schließlich mit dem Feind Nichtleben verbündet. Und was die verbrennenden, versengenden, vereisenden und vergiftenden Waffen des Nichtlebens noch nicht geschafft haben, werden vielleicht die pervertierten Überlebenstaktiken bis zur endgültigen Zerstörung und Vernichtung treiben. Wenn die anpassungsfähigste Form des Lebens, der Mensch, weiter so um ihr Überleben kämpft, wie sie es bisher getan hat, kann sie nicht nur sich selbst, sondern auch alles andere Leben auslöschen. Und wenn sich das abzeichnen sollte, könnten unwirtliche Gegenden wie die Wüste die strenge Mutter der Wiederbevölkerung werden. Denn die Wüstenbewohner sind gut trainiert und gut gerüstet gegen Verödung. Sogar unsere eigene irregeleitete Spezies könnte aus der Wüste neu erstehen. Der einsame Mann und seine sonnengegerbte Frau, die sich an einem unfruchtbaren, unwirtlichen Ort in den Schatten drücken, könnten zusammen mit ihren Waffenbrüdern – dem Kojoten, dem Jackrabbit, dem Leguan, der Klapperschlange sowie einem Heer von armierten Insekten –, all diese trainierten und erprobten Fragmente des Lebens könnten sehr wohl die letzte Hoffnung des Lebens gegen das Nichtleben sein. Die Wüste hat schon andere Wunder hervorgebracht.“

## Ausgaben
- Original: Travels with Charley. In Search of America, The Curtis Publishing Co., New York 1961; Viking Press, New York 1962; Penguin Books, Harmondsworth 1980, ISBN 0-14-005320-4
- Deutsche Ausgabe: Meine Reise mit Charley. Auf der Suche nach Amerika, übers. v. Iris und Rolf Hellmut Foerster, Diana, Zürich 1963; Zsolnay, Wien 1992 (vergriffen)
- Neue deutsche Ausgabe: Die Reise mit Charley. Auf der Suche nach Amerika, neu übers. und mit einem Nachwort v. Burkhart Kroeber, Zsolnay, Wien 2002, ISBN 3-552-05190-2; dtv, München 2007, ISBN 978-3-423-13565-8

## Dokumentarfilm
- Die große Literatour. John Steinbecks USA. Dokumentarfilm, Deutschland, 2016, 59 Min., Buch: Hartmut Kasper, Regie: Jascha Hannover, André Schäfer, Produktion: Florianfilm, MDR, RB, rbb, SWR, WDR, arte, Reihe: Die große Literatour, Erstsendung: 5. April 2017 bei arte, Inhaltsangabe von arte mit Kurzvideos.